# セントビンセント・グレナディーンの国章
セントビンセント・グレナディーンの国章（セントビンセント・グレナディーンのこくしょう、英語: Coat of arms of Saint Vincent and the Grenadines）は、木綿の苗で覆われ、「平和と正義」の標語がラテン語で横たわっている。センターピースは1907年から1979年まで用いられた植民地時代の記章に基づき、ローマ風のドレスに身を包んだ2人の女性に特徴付けられている。紋章の向かって左に立つ者はオリーブの枝を持ち、紋章の向かって右に跪く者は2人の間の金の祭壇に法の天秤を乗せている。

## 脚註
1. ↑  “The Coat of Arms”.   Saint Vincent and the Grenadines official website. 2010年5月8日閲覧。